# Slite skärgårds naturreservat
Slite skärgårds naturreservat är ett naturreservat utanför Slite i Region Gotland på Gotland.
Naturreservatet bildades 2016 (men blev gällande först 2021) och är 6 323 hektar stort och inkluderar ön Asunden vars östra del före dess var ett eget naturreservat. Reservatet består av vatten och ett tiotal öar och skär som har strandvallar, raukar och strandängar.